# Frankie Vázquez
Efraín „Frankie“ Vázquez (* 6. Januar 1958 in Salinas) ist ein puerto-ricanischer Perkussionist und Sänger.
Vázquez wuchs in New York auf und begann zehnjährig Conga zu spielen. 1970 kehrte er mit seinen Eltern nach Guayama in Puerto Rico zurück. Sechzehnjährig gründete er ein eigenes Orchester, Los Generales, mit dem er im Restaurant seines Vaters auftrat. Daneben gehörte er zwei weiteren Orchestern an.
1977 lud ihn sein Cousin David Sánchez nach New York ein, um sich dem Orchester Fuego 77 anzuschließen. Mit diesem nahm er im Folgejahr den Titel New York beim Label Alegre Records auf. 1983 wurde er Mitglied des Sonido Taiborí und des Orquesta Calidad, später des Orquesta Metropolitana und des New Swing Sextet und schließlich des  Conjunto Salsa von Wayne Gorbea. An Gorbeas erstem Album Sigan Bailando war er als Güirospieler, Sänger und Co-Bandleader beteiligt.
Mit Harry Justiniano, dem Bassisten des Conjunto Salsa, und dessen Bruder Ángel schloss sich Vázquez 1987 der Charanga Charason des Pianisten Héctor Serrano an. 1990 wurde er als Nachfolger von Herman Olivera Leadsänger in Manny Oquendos Conjunto Libre. In Zusammenarbeit mit Javier Vázquez y su Sonora entstand das Album Ella Me Olvido, das bei Cuco Records erschien.
Mit Héctor Serrano nahm er 1993 in New York die Titel Ese Gallo und A Las Seis auf. 1994 erschien sein erstes Album mit dem Conjunto Libre unter dem Titel Mejor Que Nunca / Better Than Ever, das u. a. den Song Albanciosa (arrangiert von Papo Vásquez und mit einem Posaunensolo von Arturo Velasco) enthielt. Im gleichen Jahr erschien auch sein Hit Las ingratitudes, der englischsprachige Titel I Want You (mit den Posaunisten Jimmy Bosch und Dan Reagan) sowie – mit Yayo el Indio und Rogelio Martínez, dem Leiter der Sonora Matancera – die Aufnahme De Nuevo...México.
1996 war er am Album On The Move! (¡Muevete!) des Conjunto Libre beteiligt, das live in San Francisco aufgenommen wurde. Auf dem Album Soneando Trombón von Jimmy Bosch sang er 1998 die Titel Descargarana, Otra Oportunidad und Muy Joven para Ti. Im gleichen Jahr nahm er mit den Lebrón Brothers das Album Lo Místico auf und nahm mit Oquendos Conjunto Libre am Festival Tempo Latino 1998 in Paris teil.
Im Folgejahr entstand in Zusammenarbeit mit Martin Arroyo und nach dessen Tod mit Ricky González die Produktion Los Soneros Del Barrio: Martin Arroyo & Frankie Vázquez. Mit Geraldo Rosales nahm er 2001 das Album La Salsa Es Mi Vida auf. Am Album Un Frand Día en el Barrio (2002) des Spanish Harlem Orquesta, das für einen Grammy als bestes Salsaalbum nominiert wurde, war er neben Herman Olivera und Ray De La Paz als Sänger beteiligt.
2003 war Vázquez musikalischer Leiter bei der Aufnahme des Albums Un Congo Me Dio La Letra von Sergio Riveras Grupo Caribe, bei der er selbst den Guaguancó Cabiaré interpretierte. Mit den Soneros del Barrio nahm er im gleichen Jahr das Album Siguiendo La Tradición auf. 2004 trennte er sich vom Spanish Harlem Orquesta, um eine eigene Gruppe zu gründen. Im gleichen Jahr sang er auf Ricky González’ erstem Album Oasis – begleitet u. a. von Ray Barreto, Johnny Pacheco, Dave Valentín und Kimmy Sabater – den Titel Mi Rumba ers Candela.
Mit Johnny Cruz & The Dream Team Band nahm er 2006 das Album Back To The Classics auf, mit Chino Núñez entstanden im Folgejahr die Alben From A Different Perspective und Doctor Salsa - Vol. 2. Auf der 2008 entstandenen Doppel-CD Salseando war Vázquez als Sänger neben Adalberto Santiago, Hermán Olivera, Ray De La Paz, Darvel García, Wichy Camacho, Tito Allen und Caco Senante zu hören. 2009 entstanden die CDs 40th Aniversario, Vol. 2 mit den Lebrón Brothers sowie in der Reihe The Latin Giants of Jazz ¡Ven Baila Conmigo! (Come Dance With Me!); letztere u. a. mit dem Perkussionisten José Madera, den Posaunisten Sam Burtis und Reynaldo Jorge, den Trompetern John Walsh und Pete Nater und dem Saxophonisten Bobby Porcelli.
2010 nahm Vázquez mit dem Orquesta Mambo Legends das Album Watch Out! ¡Ten Cuidao! auf. Im Jahr 2011 veröffentlichte er das Sammelalbum Éxitos De Frankie Vázquez Y Los Soneros De Barrio, Año 2011. Mit dem spanischen Orchester La Sucursal de Barcelona nahm er die CD Sin Fronteras auf, von deren 14 Titeln er zwölf selbst komponiert hatte. Zu Ehren von Adalberto Santiago sang er 2012 auf dem Album Tribute To the Chairman of the Board: Adalberto Santiago den Titel Vive Y Vacila.